# Gamperlacke
Gamperlacke este o arie protejată (arie specială de conservare — SAC, sit de importanță comunitară — SCI) din Austria întinsă pe o suprafață de 86,26 ha, integral pe uscat.

## Localizare
Centrul sitului Gamperlacke este situat la coordonatele 47°33′09″N 14°16′37″E / 47.5526°N 14.2769°E.

## Înființare
Situl Gamperlacke a fost declarat sit de importanță comunitară în iulie 1998 pentru a proteja 10 specii de animale. Situl a fost protejat și ca arie specială de conservare în iulie 2006.

## Biodiversitate
Situată în ecoregiunea alpină, aria protejată conține 7 habitate naturale: Lacuri eutrofice naturale cu vegetație de tip Magnopotamion sau Hydrocharition, Pajiști cu Molinia pe soluri calcaroase, turboase sau argilos-nămoloase (Molinion caeruleae), Fânețe de joasă altitudine (Alopecurus pratensis, Sanguisorba officinalis), Mlaștini oligotrofe degradate, capabile încă de regenerare naturală, Mlaștini turboase de tranziție și turbării mișcătoare, Mlaștini împădurite, Păduri aluvionare cu Alnus glutinosa și Fraxinus excelsior (Alno-Padion, Alnion incanae, Salicion albae).
La baza desemnării sitului se află mai multe specii protejate:
- păsări (8): lăcar-de-lac (Acrocephalus scirpaceus), rață pitică (Anas crecca), mugurar roșu (Carpodacus erythrinus), presură de stuf (Emberiza schoeniclus), frunzăriță galbenă (Hippolais icterina), Locustella naevia, cristei de baltă (Rallus aquaticus), mărăcinar (Saxicola rubetra)
- amfibieni (1): izvoraș-cu-burta-galbenă (Bombina variegata)
- nevertebrate (1): libelule (Leucorrhinia pectoralis)

Pe lângă speciile protejate, pe teritoriul sitului au mai fost identificate 6 specii de plante.